# Milton (Wisconsin)
Milton é uma cidade localizada no estado norte-americano de Wisconsin, no Condado de Rock.

## Demografia
Segundo o censo norte-americano de 2000, a sua população era de 5132 habitantes.
Em 2006, foi estimada uma população de 5720, um aumento de 588 (11.5%).

## Geografia
De acordo com o United States Census Bureau tem uma área de
8,4 km², dos quais 8,4 km² cobertos por terra e 0,0 km² cobertos por água. Milton localiza-se a aproximadamente 271 m acima do nível do mar.

## Localidades na vizinhança
O diagrama seguinte representa as localidades num raio de 20 km ao redor de Milton.